# Edwin D. Morgan

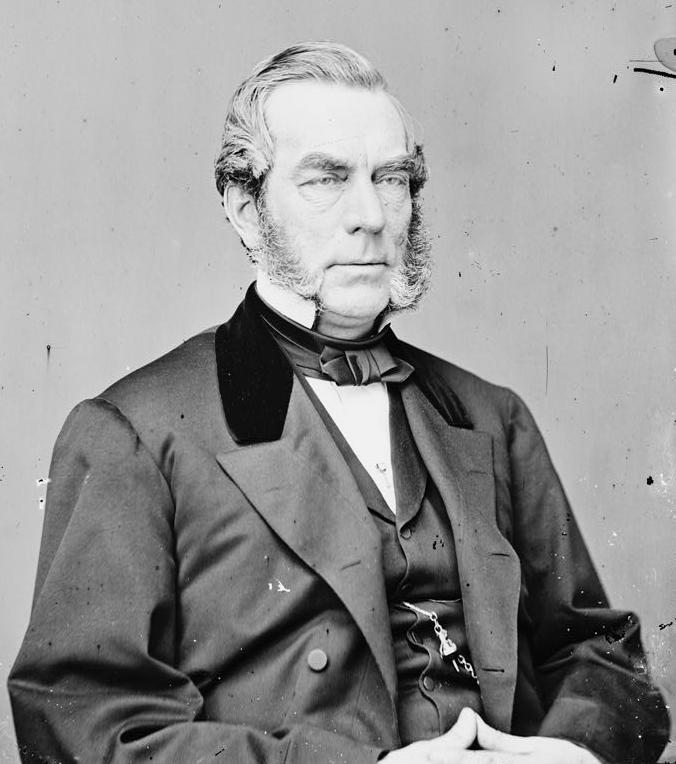
Edwin D. Morgan

Edwin Denison Morgan (* 8. Februar 1811 in Washington, Berkshire County, Massachusetts; † 14. Februar 1883 in New York City) war ein US-amerikanischer Politiker und von 1859 bis 1863 Gouverneur des Bundesstaates New York. Von 1863 bis 1869 vertrat er seinen Staat im US-Senat.

## Frühe Jahre und politischer Aufstieg
Im Jahr 1822 zog Edwin Morgan mit seinen Eltern nach Connecticut. Dort besuchte er die öffentlichen Schulen und die Bacon Academy. Ab 1828 lebte die Familie in Hartford. Dort wurde Edwin Morgan ein erfolgreicher Geschäftsmann als Makler und im Bankgewerbe. Sein erstes politisches Amt übte er 1832 im Stadtrat von Hartford aus. Nach einem weiteren Umzug nach New York City im Jahr 1836 wurde er 1849 auch in den Stadtrat dieser Stadt gewählt. Auch in seiner neuen Heimat setzte er seine geschäftliche Laufbahn fort. Nun war er zusätzlich noch im Einzelhandel tätig. Von 1850 bis 1855 saß Edwin Morgan im Senat von New York, zwischen 1855 und 1858 war er Leiter der Einwanderungsbehörde seines Staates (State Commissioner of Immigration). Morgan wurde Mitglied der neugegründeten Republikanischen Partei und von 1856 bis 1864 erster Vorsitzender des Republican National Committee.

## Gouverneur und US-Senator
Am 2. November 1858 wurde Edwin Morgan zum neuen Gouverneur seines Staates gewählt. Nach einer Wiederwahl im Jahr 1860 konnte er dieses Amt zwischen dem 1. Januar 1859 und dem 1. Januar 1863 ausüben. In seiner Amtszeit wurden die Wasserstraßen des Staates ausgebaut und das Vassar College gegründet. Seine zweite Amtszeit war von den Ereignissen des Bürgerkriegs überschattet. Der Gouverneur unterstützte die Kriegsanstrengungen der Bundesregierung unter Präsident Abraham Lincoln. Damals mussten junge Männer gemustert und der Armee zur Verfügung gestellt werden. Auch die Produktion des Staates wurde auf Rüstungsgüter umgestellt. Gouverneur Morgan selbst bekleidete in dieser Zeit neben dem Amt des Gouverneurs noch den Dienstgrad eines Generalmajors der Unionsarmee. Er hatte das Kommando über den Militärbezirk New York.
Nach dem Ende seiner Gouverneurszeit absolvierte Morgan eine Legislaturperiode als Senator im US-Kongress. Dieses Mandat übte er als Nachfolger von Preston King zwischen dem 4. März 1863 und dem 3. März 1869 aus. In dieser Zeit war er Vorsitzender des Committee on the Library. Ebenfalls in diese Zeit fällt das knapp gescheiterte Amtsenthebungsverfahren gegen Präsident Andrew Johnson. Im Jahr 1868 wurde Morgan nicht in seinem Amt bestätigt. Sein Sitz ging an Reuben Fenton, der ebenfalls vorher Gouverneur von New York war.

## Weiterer Lebenslauf
Zwischen 1872 und 1876 war Morgan erneut Vorsitzender des Republican National Committee. 1876 kandidierte er erfolglos für eine erneute Amtszeit als Gouverneur von New York. Im Jahr 1881 lehnte er ein Angebot von Präsident Chester A. Arthur ab, der ihn zu seinem Finanzminister ernennen wollte. Edwin Morgan verstarb zwei Jahre später in New York und wurde in Hartford beigesetzt. Mit seiner Frau Matilda Waterman hatte er fünf Kinder. Edwin Morgan war der Cousin von Morgan G. Bulkeley, der von 1889 bis 1893 Gouverneur von Connecticut war.